# Тефьеб
Тефьеб (Тефиби) (древнеегип. 'Itw-ib=i) — номарх XIII септа (нома) Верхнего Египта с центром в Сиуте ок. 2130 г. до н.э., современник царей Хети III, Мерикара и Иниотефа II.
Номарх Тефьеб в союзе с царем Хети III вели долгую упорную войну с федерацией южных номов, объединенных Фиванским номархом  Иниотефом II. Надписи Тефьеба описывают кровопролитные сражения, приведшие к конечной победе союзников над Фивами. Очевидно гераклеопольские и сиутские войска имели серьёзное преимущество в речном флоте. Господство на просторах Нила дало им гегемонию над всем Египтом, так как господство на реке принесло гераклеопольской династии экономическо-политический контроль над всей страной. Однако эта гегемония была непрочной. Надписи Тефьеба свидетельствуют об упорном сопротивлении южных септов во главе с Фивами (ном Уасет). Скорее всего их поддерживали горные ливийские племена. Надписи Тефьеба говорят широкомасштабных карательных операциях по всей стране, в частности в горных районах. Для укрепления власти гераклеопольских царей над Египтом, Тефьеб, как видно из одной из его надписей, построил в среднем Египте несколько крепостей. В своих надписях Тефьеб похваляется установленным им правопорядком: «Я был щедр по отношению к каждому... у меня были прекрасные намерения, я был полезен своему городу, лицо мое было открыто жалобам... взор мой открыт для вдовы... Я был Нилом... для своего народа... Когда наступала ночь, спящий на дороге воздавал мне хвалу, так как он был подобно человеку, находящемуся в своем доме. Страх перед моими воинами был его защитой»